# 노무현 정부
노무현 정부(盧武鉉 政府, 2003년 ~ 2008년)는 대한민국의 제6공화국의 네 번째 정부이다. 참여정부(參與政府)는 노무현 정부의 별칭으로 언론에서 자주 쓰인다. 노무현 정부는 국정 목표로 국민들과 함께 하는 민주주의, 더불어 사는 균형 발전 사회, 평화와 번영의 동북아시아 시대 등을 제시하였다.
참여정부는 제16대 대통령 선거에 당선된 노무현의 취임과 함께 2003년 2월 25일에 취임과 동시에 새천년민주당이 여당이 되었으나 노무현은 임기 중에 새천년민주당을 탈당하고, 이후 열린우리당에 입당하여 열린우리당이 여당이 되었다. 참여정부는 2008년 2월 24일 자정에 임기가 만료되었다. 2004년 6월에 출범한 제17대 국회는 헌정사상 최초로 민주 계열 정당이 의회권력을 장악하면서 출범부터 정치개혁에 대한 국민적 기대를 모았다.
그러나 4대 개혁 입법 및 과거사 조사 위원회 추진을 놓고 여야간 대립이 격화되면서 정쟁이 심화되었다. 그 결과 여러 개혁입법을 위한 노력이 진행되었으나 야당의 반대로 무산되었다.

## 명칭
'참여정부'라는 명칭에는 국민의 참여가 일상화되는 참여 민주주의로 발전시키고, 진정한 국민주권, 시민주권 시대를 열겠다는 의미가 담겨 있다. 정부 공식명칭 결정 과정에서 인터넷을 통한 대국민 제안으로 명칭을 채택해, 참여 민주주의를 더욱 강조했다는 평가를 받았다.

## 국정의 원리, 목표, 과제
| - 원칙과 신뢰 - 공정과 투명 - 대화와 타협 - 분권과 자율 - 국민과 함께하는 민주주의 - 더불어 사는 균형발전사회 - 평화와 번영의 동북아시대 | - 외교안보분야 - 한반도 평화체제 구축 - 정치행정분야 - 부패없는 사회 봉사하는 행정 - 지방분권과 국가균형발전 - 참여와 통합의 정치개혁 - 경제분야 - 자유롭고 공정한 시장경제 확립 - 동북아 경제 중심국가 건설 - 과학기술 중심사회 구축 - 미래를 열어가는 농어촌 - 사회문화여성분야 - 참여복지와 삶의 질 향상 - 교육개혁과 지식문화강국 실현 - 국민통합과 양성평등의 구현 - 사회통합적 노사관계 구축 |

## 외교, 통일
외교 방침은 동북아 균형자론을 표방하였다.
2005년 참여정부는 일본과 중국의 역사왜곡과 영유권주장을 장기적·체계적으로 대응하기 위해 만든 동북아역사재단을 설립하였다. 2006년에 신생국 몬테네그로와 수교하였다. 2007년에는 모나코와 수교하였다.

### 대북 정책
참여정부의 대북 정책은 전임 대통령 김대중의 햇볕정책을 근간으로 하였다. 이는 한반도의 통일을 이루기 위해서는 공존정책을 통해 대한민국과 조선민주주의인민공화국(이하 북한) 간의 긴장 관계를 완화하고 북한을 자극하지 않으면서 경제적 지원을 통해 경제 발전을 꾀해야 한다는 것으로, 일부 보수파들은 북한에 대한 지나친 유화정책이 오히려 폭압적인 북한 정권의 붕괴를 저지했다는 비판도 한다.
참여정부는 제2차 북핵위기 직후에 출범하였다. 2006년 7월과 10월 북한이 장거리 미사일 발사와 핵실험을 실행한 이후에는 6자회담을 중심으로 핵폐기를 위한 노력을 기울였다. 2007년 2월에는 2·13 합의가 있었고, 2007년 10월 2일 도보로 군사분계선을 넘어 10월 4일까지 평양을 방문, 김정일 국방위원장과 정상회담을 가진 뒤 8개 조항의 공동선언문을 발표했다. 대표적으로 해주경제특구로 경제협정의 지표를 넓혔다. 이전의 금강산 관광에 이어 개성관광, 백두산 관광사업을 확대했다.

#### 대한항공 858편 폭파 사건 조작 논란
2003년 MBC, SBS 방송 프로그램에서 김현희의 거주지 주위 촬영장면이 노출됐다. 이에 대해 2011년 김현희는 노무현 정부가 KAL기 폭파 사건을 안기부 조작 사건으로 몰고 가려는 방송에 출연하지 않는다는 이유로 자신의 거주지를 노출시켰다고 주장했다. 김현희는 방송 내용은 김현희에게 "내가 북한 공작원이 아니라 안기부 공작원임을 고백하라는 것이었다"고 말하면서, "거주지 노출은 자기들이 직접 나를 손댈 수는 없고 북한에서 와서 나를 살해하라는 것이었다"고 주장했다. 김정일의 처조카인 이한영도 1997년 거주지 주소 유출로 살해됐던 만큼 거주지 노출이 김현희와 그의 가족의 생명과 직결되는 중요한 사항이었기 때문이다.
국가정보원 과거사건 진실규명을 통한 발전위원회 가 이 사건을 "7대 우선조사대상 사건"으로 선정하여 조사하였고 2006년 8월과 2007년 10월 두 차례에 걸쳐 이 사건에 대해 "조작이 아니다"라고 조사결과를 발표하였다. 한편 2010년 언론보도에 따르면, 2007년 중국에서 6자회담이 열렸을 당시, 북측의 리근(李根) 미국국장은 사석에서 "우리는 KAL기 사건 이후 한번도 테러한 적이 없다"는 발언을 하여, 858편 폭파사건을 일으켰음을 간접적으로 시인한 것으로 알려졌다.

### 한미 관계

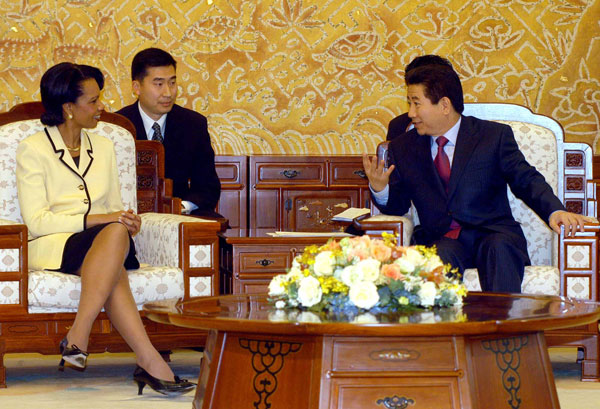
노무현 대통령(오른쪽)과 콘돌리자 라이스 미국 국무장관

대통령 선거에서는 한미 간의 수평적 외교 관계와 미래지향적인 탈냉전 외교를 지향한다고 강조하여 2002년 7월 미군 장갑차 여중생 사망 사건과 촛불 집회 등으로 고조된 반미 정서에 호소하였으나, 2003년 출범 이후로는 대한민국군 이라크 파병을 결정하고 미국에 대해 기존과 다름없이 유화적인 외교를 펼쳐 진보 진영으로부터 "보수와 다름없는 친미주의 외교"라는 비판을 받았다.
당시 미국은 조지 W. 부시를 위시한 네오콘이 집권하고 있었다. 이로 인해 참여정부와 미국 정부와의 대북정책에 대한 미묘한 충돌이 자주 일어났다. 취임 후 부시행정부와 대북정책의 입장차이가 발생하자 미국의 공화당 보수파는 의문을 가지기도 했으나, 실제로 참여정부가 대북정책 이외로 미국에 대해 독자노선을 걸은 흔적은 드러나지 않는다. 오히려 북한과 미국의 충돌을 중재해 '중립외교'라고 평가받기도 한다.
반면에 북한 문제와 관련해서는 미국과 입장차를 보여 보수진영으로부터 "위험한 반미 외교"라는 비판을 받았다. 참여정부는 이러한 대미 외교를 미국에서 원하는 것들은 큰 손해가 나지 않는 선에서 미국의 요구를 받아들이되, 이를 빌미로 북한 문제와 관련하여 미국에 할말을 하는 '실용주의' 외교라 주장하였다.
실제로 미국 백악관 동아시아태평양 선임보좌관을 지낸 마이클 그린은 국내 일간지와의 인터뷰에서 노무현에 대해 "부시 대통령이 만난 정상 중 가장 예측할 수 없는 인물이지만 그 어느 대통령보다도 한미 동맹을 강화시킨 대통령"이라고 평가한 바 있다.
미국이 주도하는 MD 체제에는 참여하지 않았으며, 한미연합사령부가 갖고 있는 전시작전통제권을 반환하도록 요구하였다.
2007년 4월 2일, 14개월간의 긴 협상을 마치고 대한민국과 미국 간의 자유 무역 협정(FTA)인 한미자유무역협정이 최종 타결되었다. 2007년 5월 25일에 협정문 내용이 공개되었다.

### 한중 관계

#### 동북공정
- 2004년 6월 동북공정 사무처가 인터넷 홈페이지를 통해 공정 내용을 공개하면서 한국 매체에서 보도, 한-중 사이 외교문제로 비화.

- 2004년 8월24일 한-중, 고구려사 문제와 관련해 "이 문제를 정치쟁점화하지 않고 학술 연구에 맡기며, 역사교과서 등에 '한국 정부의 관심'을 고려한다"라는 내용의 다섯 항으로 이뤄진 '구두합의'.[9]

### 한일 관계
2003년 6월, 정상회담에서 공동선언문을 통해 2005년을 한일 우정의 해 2005로 지정하였다. 하지만 고이즈미 내각이 들어서며, 야스쿠니 신사 참배와 역사교과서 왜곡, 독도 영유권 주장 문제가 불거지자 정부는 친화정책에서 강경대응책으로 선회했다. 외교부는 항의 성명을 발표하고, 주한일본대사를 초치하는 등 한·일 외교는 위기를 맞게 되었다.
노무현 대통령 서거 이후 공개된 문서에 따르면 독도에 일본 선박이 침범하였을 때 지체없이 발포하라는 명령을 내렸고, 일본 선박은 즉시 퇴각한 것으로 드러났다.

## 국방
참여정부는 국방정책을 자주국방으로 표방하였다.
'국방개혁 2020'이라는 국방개혁의 '법제화'로 문민화를 목표로 하여 진행 중이고, 장기적으로 증가된 예산을 바탕으로 국방력이 강화되었다는 평가를 받고 있다. 또한 2006년 정부에서는 전시작전권을 환수를 미국에게 요구하여, 미국은 3년안에 한반도 유사시 한국군에게 이양하도록 하기로 했다. 일부 국방 전문가는 국방개혁 2020이 핵심 위협인 북한의 군사력을 제대로 반영하지 않은 채 마련되었다는 비판을 하기도 한다.
병역제도 개선안으로는 2014년까지 군 복무 기간 6개월을 단축할 계획을 세웠다.

## 정치, 행정

### 입법부
'정당명부식 비례대표제'가 처음 도입되어 진보정당인 민주노동당이 원내진출에 성공했고, 정치 개혁에 대한 국민의 요구 및 탄핵 사태로 인하여 전체의 62.5% 187명의 초선이 당선되는 이변을 낳았다. 평균 연령은 51.7세였다. 18대 국회는 134명의 초선 의원이 당선됐고 평균 연령은 53.5세였다. 여기에 비례대표 절반이 여성으로 채워지면서 여성 의원의 급증현상도 두드러졌다. 17대 여성 의원은 모두 39명으로 지역구 10명, 비례 29의 여성의원이 국회 입성에 성공했다. 16대 국회는 21명의 여성의원을 배출하는데 그쳤다. '국무위원 인사청문회'도 제도화되었다.

### 권위적 정치문화의 극복
평검사들과의 대화 및 검찰권 독립에 대한 의지(혹은 포기), 당권 포기 등 기존 대통령에게 수족과 같은 권력 기능에 대한 통제를 스스로 포기하면서 권위적 정치문화의 극복(혹은 청산)을 달성하였다. 또한, 탈권위적 대통령을 내세웠으며, 이로 인해 오랫동안 한국사회에서 금기시되었던 대통령을 공개적으로 비난(혹은 폄하)할 수 있는 상황에 일조하였다. 노무현 대통령은 "대통령 욕하는 것은 민주사회에서 주권을 가진 시민의 당연한 권리입니다. 대통령 욕함으로써 주권자가 스트레스를 해소할 수 있다면 전 기쁜 마음으로 들을 수 있습니다."라며 받아들였으나, 인터넷 문화 발달 등 시대의 흐름에 따른 불가항력적인 측면도 있었다. 어찌됐든 이러한 권위 극복에 대한 평가는 리더쉽 부재로 평가하는 부류와 시대정신의 실현으로 평가하는 부류로 나뉘고 있다.

### 지역구도 청산
대선에서 그는 총투표자 2455만표중 1201만표로 약 48.9%의 득표율로 당선되었다. 2위 이회창 후보는 1144만표를 얻어 노무현 후보에 비하여 57만표정도 뒤졌다. 영남(김해)인 출신으로 새천년민주당으로 출마하였다.
지역별 득표율을 보면 그는 경남 27.08 %, 부산 29.86%, 경북 21.65%, 대구 18.68%를 얻고 전남 93.39%, 광주 95.18%, 전북 91.59% 얻었으며 서울 51.30% 등을 얻어 지역구도를 어느 정도 깼다고 할 수 있다. 하지만 영남과 호남의 득표율이 큰 차이가 있어 지역구도의 완전한 청산은 아니다.
이후 새로 창당된 열린우리당이 여당이 되어 전국정당을 표방하면서 지역주의 타파를 외쳤다.

### 지방 분권
노무현 정권의 국정 핵심 과제 중 하나로 국가 균형 발전을 위해서 지방 분권의 정책을 시행하였다. 참여 정부는 수도권 집중에 따른 폐해를 막기 위해선 국가균형발전을 추구해야 한다고 주장하였고 그동안의 국가균형발전 계획이 수도권 집중을 막을 수 없다고 판단하여 중앙 정부를 지방으로 이전하는 계획을 수립하게 되었다. 그리하여 국가균형발전특별법, 신행정수도건설특별법, 지방분권특별법으로 국토균형발전 3대 특별법을 제정하였다. 이 외에도 여러 공공기관의 지방 이전에 따른 혁신도시 계획을 수립하였다.

#### 신행정수도(세종특별자치시) 이전
신행정수도건설특별법 제정으로 집권 초기에 시행한 것이 신행정수도 이전 계획이었으나 헌법재판소의 위헌 결정에 의해 수도이전은 불가능하게 되었다. 그 후 신행정수도 이전 계획은 수정되어 행정중심복합도시건설특별법으로 수정되어 세종특별자치시 건설로 이어지게 된다.

#### 경제자유구역
첫 번째로 지정된 인천경제자유구역의 업무를 총괄 담당할 경제자유구역청이 출범했다. 이로써 '동북아 비즈니스 중심국가 실현'을 위한 본격적인 첫발을 내딛게 되었다. 그 밖에는 인천 송도신도시와 영종도, 청라지구 경제자유구역으로 개발하는 계획등이 있다. 외국인 투자활성화를 위해 경제자유구역내에서는 각종 세금을 감면한다. 인천공항과 송도신도시를 잇는 연륙교와 수도권 남부지역과 영종도를 연결하는 인천대교, 제3 경인고속도로가 착공했다.

#### 혁신도시
혁신도시는 행정중심복합도시 사업과 연계하여 노무현정부가 추진한 지방 균형발전사업으로 공공기관 지방이전과 산·학·연·관이 서로 협력하여 지역의 성장거점지역에 조성되는 미래형 도시이다. 혁신도시는 모두 4가지 유형으로 건설되며 각각 지역의 시도별 지역산업과 도시별 테마를 설정하여, 지역별로 특색있는 도시로 개발된다.

### 4대 개혁입법
탄핵 역풍 속에서 원내 과반수를 달성한 열린우리당은 2004년 17대 국회 첫 정기회의에서 국가보안법, 사립학교법, 과거사진상규명법, 언론관계법의 4개 법안을 개혁 대상으로 지목하였다. 이러한 '4대 개혁입법' 논란으로 여야는 2004년 첫 국회부터 파행을 거듭했다. 한나라당은 이를 '4대 국론 분열법'으로 규정하고 격렬하게 저항했다. 결과적으로 4대 개혁 입법은 여야간에 적당히 타협되어 '누더기 법'으로 전락했다.

## 경제
참여정부의 경제 정책은 한국 내의 보수, 진보 양측으로부터 상반된 평가를 받고 있다. 보수 진영은 그의 경제 정책이 '반시장주의'에 기초하고 있으며 이는 반기업 정서로 이어지고 투자를 위축시켜 결국 경기 침체로 이어진다고 비난한다. 반면, 진보 진영은 노무현 대통령은 신자유주의자로 친 기업적, 반 노동자적 경제정책을 추진하고 있다고 비난한다. 친노동자적이라는 지적에 대하여 노무현 대통령 본인은 청와대에서 열린 재벌 총수와의 회동에서, "참여정부의 경제정책을 친노동자 정책이라고 말하면 노동자들이 화낸다"면서 "제가 전경련에 입회도 안했지만, 전경련 회원으로 보는 사람도 많다"라고 언급한 적이 있다.
노무현 대통령의 경제 정책은 상반된 평가를 받고 있다. 우선 실질적인 성과가 거의 없었다는 쪽이다. 부동산 대책의 경우는 수차례의 대책에도 불구하고 폭등을 막지 못했으며, 체감 경제 지수는 밑바닥으로 떨어졌다. 순채권국이 되었으나 개방을 확대한 여파로 기업 투자가 위축되어 성장 잠재력이 감소했다는 평가 도 있다.
그러나 긍정적인 면 또한 존재한다. 부동산 대책으로 인해 투기 심리가 위축되면서 시중의 투기자금들이 대부분 주식 시장으로 몰렸고, 이는 종합주가지수와 코스닥 지수의 폭등으로 직결되어 기업의 자금 운용에 도움을 주게 되었다. 또한 무역수지 및 경상수지 부문에서 김대중 정권 때부터 흑자를 기록한 것을 5년 연속 이어갔고(경상수지 연평균 132억7천300만 달러 흑자), 수출 실적도 역대 정권 중에 최고이다. 그리고 환율의 영향이 있었지만 1인당 국내 총생산이 2만 달러대를 돌파하였다. 그리고 국민의 정부에서 순채무국에서 순채권국으로 돌아선 이래 역시 5년 동안 순채권국이 되었다.
그밖에 사회 여러 분야에 미치는 막대한 영향으로 찬반이 첨예하게 대립하는 등 국내외 논란이 많았지만, 아시아에서 최초로 미국과 역대 최대규모의 자유무역협정을 체결하였다.

### 경제 성장률
2004년 4.7%, 2005년 4.0% 등 임기동안 평균 성장률은 4.3%였다. 노무현 대통령이 후보 시절 공약으로 제시했던 '임기 중 7% 성장'엔 못 미쳤다. 같은 기간 세계 평균 경제 성장률 4.8%보다 낮았으나, 참여정부는 'OECD 국가들 중 최고 수준의 성장률을 기록했다'고 밝혔다. 실제로 OECD 평균 성장률과 비교해볼 경우 참여정부의 경제 성장률은 OECD 평균 성장률보다 뒤진 적이 한번도 없다. 참여정부는 '베트남 등 후진국들은 우리나라가 70~80년대 높은 성장률을 기록했던 것처럼 지금 비교하는 것은 적절하지 않다'고 주장했다. 이에 전국경제인연합회는 "2003∼2006년 아시아 주요 경쟁국인 홍콩(6.5%), 싱가포르(6.4%), 중화민국(4.5%)에 비해 한국은 연평균 4.2% 성장하는 데 그쳤다"라고 비판하기도 했다. 이어 "해외 사례와 비교해도 1인당 국내총생산(GDP)이 1만8000달러 수준인 한국에서 성장률 5%를 '넘을 수 없는 마의 5% 벽'이라고 주장하는 정부 태도는 납득하기 어렵다"라고 비판했다. 하지만 아이러니하게도 한국이 중화민국의 1인당 GDP를 넘어선 것은 참여정부 시절이었다. 반면, 참여정부 시절 국민소득 수준은 사상 최고치를 기록하기도 했다. 환율 900~1000원에 이르는 저환율로 인해 상대적으로 해외 물가가 저렴해지고, 국민소득이 높아지면서 2만달러를 달성했다.
| 연도              | 2003 | 2004 | 2005 | 2006 | 2007 |
| 실질국내총생산(%) | 2.8  | 4.6  | 4.0  | 5.2  | 5.1  |

### 세계화 정책
지지세력과 갈등을 겪으면서 타결한 한미 FTA가 성공적이라는 평가가 있다. 미국 외에도 유럽연합(EU), 캐나다 등과 동시다발적 FTA를 추진하는 등 적극적인 개방정책을 통해 10년 후를 대비했다는 평가다. 타결은 했지만 국회 비준을 받지 못해 미완의 성공으로 남겨 놓은 점은 한계로 지적된다. 2005년 'APEC 정상회의'에서 '부산로드맵(Busan Roadmap)'이 합의되었다.

### 부동산 대책
부동산 대책에 정권의 명운을 걸겠다고 공언하며 취임 초부터 부동산 대책을 내놓았다.
- 2003년 5월 23일 : 5.23 주택가격 안정대책 발표
- 2003년 10월 29일 : 10.29 부동산 대책 발표
- 2005년 2월 17일 : 건설교통부 판교 투기방지대책 발표
- 2005년 5월 4일 : 재정경제부 5.4 부동산 대책 발표
- 2005년 6월 30일 : 부동산중개업법 개정안 국회 본회의 통과
- 2005년 8월 31일 : 8.31 부동산 대책 발표
- 2006년 3월 30일 : 3.30 부동산종합대책 발표 (재건축 개발이익 환수가 뼈대)
- 2006년 11월 15일 : 11.15 부동산시장 안정화방안 발표
- 2007년 1월 11일 : 1.11 부동산 대책 발표

참여정부는 부동산 투기를 잡기 위해 '반 시장적'이라는 비난을 감수해가면서 무수한 대책을 쏟아냈지만 부동산 가격안정화정책은 실패했다는 평가가 있다. 하지만 참여정부 때 만든 LTV와 DTI 등 금융 수단을 동원한 부동산 규제책은 역설적으로 이후의 미국발 글로벌 경제위기와 서브프라임 모기지 부실 사태와 같은 위기를 대비하는데는 큰 도움이 되었다는 평가가 있다.또한 그 효과로 지역간 경제력 격차로 인한 문제가 상당 부분 해소되는 효과도 보였다.
하지만 반론도 만만치 않다. 건설경기 활성화와 부동산값 안정을 놓고 정책 혼선이 빚어지면서 투기 현상이 빚어졌다는 주장도 있으며, 검단 파주의 신도시건설 같은 주택공급 계획에 대해서 김영봉 교수는 한국경제에글을 기고하면서 이로 인해 강남 집값을 오히려 올릴 것이라고 지적하기도 했다. 이재웅 교수는 서울경제에 기고한 글에서 부동산 투기를 잡겠다는 참여정부가 오히려 조직적이고 대규모로 부동산 투기에 불을 질러서 집값이 폭등함으로써 집 한 채를 갖고 있는 평범한 봉급생활자나 집 한 채 뿐인 은퇴한 고령자들에도 무차별적으로 중과세하게 되었고, 이러한 납세자들의 고충과 불만을 노무현 정부는 무조건 '반사회적 행위'로 매도했다고 비판했다. 또한 그는 가격은 시장에서 결정하는 것인데 참여정부는 무리하게 가격을 통제하였고 참여정부가 추진한 아파트 분양가 상한제, 원가공개 등은 시장경제 원리를 무시하는 조치라고 주장했다.

## 교육, 문화
참여정부는 대통령 직속 자문기구로서 교육혁신위원회를 설치하였고, 공교육 정상화, 수월성 확보, 교육격차 완화, 직업교육과 인적자원개발의 국제화 등을 추진하였다. BK사업, 로스쿨, 의학전문대학원 전환, 누리사업, 내신등급제, 수준별 이동수업, 교원평가제, 교육감 직선제, 개방형 이사제 등을 시행하였고, 본고사·기여입학·고교등급제를 금지하는 삼불정책을 고수하는 등 '국민의 정부'의 정책 기조를 이어나갔으나, 지나친 학벌과 시험, 경쟁을 중시하는 입시 교육의 폐해는 개선하지 못했다. 참여정부 기간 동안 가정에서 지출되는 사교육비는 만만치 않게 증가하였다. 특성화 고교 특별전형, EBSi가 개설되었다.
2004년 10월, 개방형이사제를 포함한 '사립학교법 개정안'이 제출되었다. 이는 여야간에 중대한 대립을 가져왔다. 2005년 12월, 열린우리당은 사립학교법안을 강행 처리하였다. 한나라당은 이에 강력히 반발하였다. 이로 인하여 국회가 공전되었으며, 결국 2006년 법안 재개정에 합의하였고, 2007년 개방형이사를 축소하는 내용을 골자로 하는 사립학교법 개정안이 통과되었다.
2007년 국기에 대한 맹세문이 수정되었다.

## 과학
2004년 대한민국 최고과학기술인상을 황우석 서울대 수의학과 교수와 윤덕용 한국과학기술원 신소재공학과가 석좌교수가 받는다. 그런데 문제가 생기고 서울대는 황우석 교수의 교수직 해임을 2006년 3월에 결정한다.

## 사회, 복지, 여성
'참여복지'라는 정책기조를 통해서 국민모두가 참여할 수 있는 복지정책을 표방하였다.

### 독립운동가 서훈
2005년 8월 3일 국가보훈처는 광복 60주년을 맞아 사회주의 계열 독립운동가 47명을 포함한 214명의 순국선열과 애국지사에게 서훈이 추서되었다. 지난 3.1절 여운형 선생 등 54명의 사회주의 계열 독립투사 서훈에 이어 주요한 사회주의 활동가들에 대해 재조명해 뒤늦게 서훈이 추서되었다. 하지만 보수파들의 반대와 훈격논란이 일기도 했다.

### 비정규직 보호법
비정규직 보호법은 기간제 및 단시간근로자 보호 등에 관한 법률, 파견근로자보호 등에 관한 법률, 노동위원회법 등 비정규직보호 관련 법률을 통틀어 이르는 말이다. 간단히 비정규직법이라고도 한다. 2006년 11월 30일 국회에서 통과되어 2007년 7월 1일부터 300인 이상 사업장에 적용되었다. 2008년 7월에는 100인 이상 사업장, 2009년 7월 1일에는 5인 이상 사업장으로 시행 범위가 확대되었다.
2006년 법안이 통과된 뒤 비정규직의 양산을 우려하는 민주노총, 전국비정규노조연대회의, 진보적인 정치세력, 지식인 층으로부터 강한 반발을 샀다. 이들은 해당 법안이 '비정규개악안'이라고 주장하였고 일부 노동시민사회단체들은 노무현 대통령의 퇴진을 요구했다. 재계도 100만 해고 대란이란 우려까지 제기하며 비정규직 보호법 개정을 요구했으나, 해고 대란은 없었으며 2010년 4월 기준으로 근속년수 2년이 도래한 비정규직 가운데 84%가 사실상 정규직으로 신분이 바뀌었다.

### 성매매 특별법 제정
제16대 국회는 2004년 5월, 대한민국의 성매매를 근절하기 위해 기존의 윤락행위 등 방지법을 개선하여 '성매매알선 등 행위의 처벌에 관한 법률'과 '성매매 방지 및 피해자 보호 등에 관한 법률'(일명 '성매매 특별법')을 제정하였다. 윤락방지법에 비해 성매매특별법은 '윤락'이라는 단어 대신 '성매매'라는 단어를 통해 성매매 행위를 윤리적 관점이 아닌 성이 돈으로 거래되는 자체에 주목하고자 했다. 또한 기존 윤락방지법에서는 윤락업에 종사하는 여성들에게도 책임을 물었지만, 성매매특별법에서는 그런 내용이 대폭 사라졌다. 성매매가 불법이라는 인식하에, 성매매 알선자와 매수자가 모두 처벌되었다.
성매매특별법이 시행된 이후, 미아리 텍사스, 청량리 588과 같은 성매매 밀집지역에 대한 단속이 강화되었다. 그 결과, 성매매 집결지는 줄어들었으나 다른 업소로 위장하거나 인터넷을 이용한 변종 성매매가 유행하게 되었다.

### 한총련 합법화 추진
노무현은 이적단체로 규정돼 있는 한총련문제에 대해 시대의 변화에 맞지 않는다는 표현으로 한총련 수배해제 등 합법화 의지를 밝혔다. 그러나 검찰은 이러한 요구를 거부했다. 특히 송광수 검찰총장은 한총련은 합법단체가 아니라는 입장을 밝혔다. 정부는 이에 한총련의 합법화 및 수배학생의 일괄 수배해제 등을긍정 검토했고 한총련 관계자들을 대거 사면조치했다. 이러한 조치에 대해 야당들은 검사가 기소하고 법원이 판단하는 문제를 대통령이 개입하는 것은 부적절하며 정부가 법과 원칙을 무시하고 한총련 수배자들을 특사할 경우 이적단체 영웅시로 국기 자체가 흔들릴 가능성을 배제할 수 없다. 는 반응을 보였다. 한총련 합법화에 반대하는 여론이 69%에 달했다. 한총련은 이후 미군기지에 진입하거나 5.18기념행사를 방해하는 기습시위를 여는 등의 불법시위를 잇달아 개최하며 합법화를 요구했다. 이러한 사태는 정부의 한총련에 대한 오락가락 정책, 관용, 용인 방침때문이라는 비판이 제기되었다. 여당내에서도 반대하는 목소리가 나왔다. 그러나 정부는 한총련 합법화 방침에는 변함이 없다고 밝혔고 이러한 논란 가운데 결국 정부는 한총련 가입 학생들에 대해 수배해제 조치를 내렸다.

### 호주제 폐지
호주제는 헌법재판소의 헌법불합치 결정과 2005년 3월의 법률 개정에 따라 노무현 대통령 집권 마지막 해인 2008년 1월 1일 새해에 폐지되었다. 2008년 이후 개인의 가족관계는 가족관계등록법이 시행되어 가(家)가 아닌 개인을 기준으로 가족 관계 등록부에 작성되고 있다.

### 국민참여재판
국민의 사법불신을 해소하려면 결국 재판과정에 국민들이 감시자로 참여해야 한다는 것이 참여정부의 신조로써, 학계에서도 배심제도를 하면 판사들의 독단을 막을 수 있다는 의견이 제시돼 국민참여재판제도가 채택했다.

### IT사업 개발
정부의 IT839 전략에 따라 와이브로, DMB 등 독자기술이 개발되었다.

### 전자정부 구축
참여정부는 국가정책결정과정에 국민들의 참여를 확대시키기 위해 전자정부 로드맵의 핵심과제로 '온라인 국민참여 확대'를 선정했다. 2004년 9월 온라인 국민참여포털 구축을 위한 BPR(업무프로세스재설계), ISP(정보화전략계획)를 시행했다. 이를 통해 고충민원, 국민제안, 정책참여 등 3개 분야 온라인화 방안을 도출하고, 단계별 시스템 구축을 위한 중장기 이행계획을 마련했다. '온라인 국민참여 확대과제'를 수행함에 따라 시간과 장소의 제약 없이 참여마당 신문고를 통해 모든 행정기관에 대한 민원과 국민제안 등을 할 수 있는 대정부 접근성이 높아졌다. 또한 모든 처리과정을 인터넷과, 이메일, 휴대폰 단문메시지서비스를 통해 실시간으로 안내, 대국민 신뢰도가 향상됐다는 평가가 있다. 이와 함께 동일사안의 빈발민원에 대한 식별이 가능해지고, 민원과 국민제안을 통합적으로 관리ㆍ심사할 수 있어 제도개선이 활성화되는 등 기존 정책의 잘못된 부분을 개선하는 효과를 낳았다. 이를 기반으로 새로운 정책을 입안함으로써 민원을 근원적으로 해소할 수 있는 토대를 마련했다. 아울러 중앙, 지방, 공공기관간 온라인으로 민원이송·이첩 등을 함으로써 민원처리 기간을 대폭 단축하고, 인건비ㆍ우편료 등 예산을 절감하며 업무생산성을 향상하는 효과도 거뒀다. 정부에 따르면 민원인 만족도는 지난 2005년 30%에서 2007년 1분기 52.2%로 향상됐다. 여러 기관이 동시 처리해야 하는 복합민원 처리시간은 2004년 44일에서 2006년 15.1일로 단축됐다. 온라인 민원이송 건수는 2005년 1만139건에서 2006년 4만5117건으로 증가했다. 참여마당신문고는 2006년 프랑스에서 열린 '제 7회 세계전자정부포럼' 전자민주주의 분야에서 6위로 선정되는 등 국내외에서 높은 평가를 받고 있다. 심지어 초등학교 4학년 교과서에 전자민주주의 창구로 수록돼 '현대판 신문고'로 교육되고 있다.
'디지털 본회의장 구축 사업'을 통해 국회 본회의장을 '디지털화' 시켰고, e지원을 도입했다. 시행예정이던 차세대 전자정부 사업, u시티, RFID 확산사업이 이명박 정부 들어서는 중단되었다.
- 출입국심사서비스(KISS), 나라장터, 혁신지수(GII): UN PSA 수상
- 정보화마을: 세계전자정부 포럼상 수상
- 우편물류 서비스: World Mail Awards 수상
- 홈택스, 전자통관, 참여마당 신문고, 전자무역 등: 국제우수사례 선정
- SPI-1357, 국제특허출원시스템, 원자력재난관리 등: 국제표준으로 채택[52]

### 취재 지원 시스템 선진화 방안
취재 지원 시스템 선진화 방안은 2007년 합동 브리핑 센터 운영과 전자 브리핑 시스템 도입을 주요 내용으로 하는 참여정부의 대언론 정책이다.

## 환경
공론화를 거치지 않은 참여정부의 정책 추진(관리지역내의 공장설립면적 폐지, 수도권내 공장 신·증설 허용, 전국 골프장 230개 건설 및 대폭적인 규제 완화, 기업도시 특별법 제정 추진, 경유상용차 배출가스 기준 유예조치 등)에 반발한 환경단체들이 2004년 11월 10일 '환경비상시국'을 선언하고, 새만금, 핵폐기장, 천성산·금성산 관통 고속철도, 경인운하, 대형댐 건설 등의 대형국책사업의 재검토를 요청하였다. 2006년 2월에 민·관 환경정책협의회가 구성되었다.

## 개각

### 참여정부 제1기 내각(조각)
2003년 2월 국무총리에 고건 전 서울시장을, 경제부총리에 김진표 전 경제수석을 내정하는 등 조각을 완료했다.
KBS 라디오 《국민과 함께 국군과 함께》에서 '군복입은 민주 시민(citizen in uniform)'이라는 표현을 사용하였다.

#### 보각
2003년 7월 16일 대한민국과 칠레와의 자유무역협정 체결에 책임을 지고 김영진 농림부 장관이 사퇴하였고, 후임에 허상만 교수가 내정되었다.
2003년 9월 27일 국회가 해임 건의안을 의결함에 따라, 김두관 행정자치부 장관이 사퇴하였다. 후임에 허성관 해양수산부 장관 이동하였고, 해양수산부 장관에는 최낙정 차관이 임명되었다.
2003년 10월 18일 최낙정 해양수산부 장관이 자극적인 발언 논란으로 경질되었다.
2003년 12월 17일 윤진식 산업자원부 장관이 부안 사태에 대해 책임을 지고 사퇴하였다.

### 참여정부 제2기 내각(제1차 개각)
2003년 12월 23일 윤덕홍 교육부 장관이 사퇴하였고, 후임에 안병영이 내정되었다.
2003년 12월 28일 과학기술부, 노동부 등 3개 부처의 장관이 교체되었다.

#### 보각
2004년 1월 15일 윤영관 외교부 장관을 경질하였다. 후임에 반기문이 임명되었다.

### 참여정부 제3기 내각(제2차 개각)
2월 10일, 17대 총선에 출마할 장관을 차출하기 위하여, 경제부총리를 포함해 6개 부처의 장관을 교체하였다.

### 고건 권한대행 체제
노무현 대통령 탄핵 소추로 권한이 정지되면서 고건 국무총리가 대통령 권한대행을 맡게 되었다. 내각구성권이 없다는 판단하에 내각은 그대로 유지되었다.

### 참여정부 제4기 내각(권한정지 종료)
2004년 5월 14일 탄핵 소추로 정지된 권한이 복귀되었다.

#### 총리인선
2004년 6월 고건 국무총리의 사표를 수리하고, 후임에 이해찬 열린우리당 의원을 내정하였다.

### 참여정부 제5기 내각(제3차 개각)
2004년 6월 30일 통일부 장관에 정동영을 임명하는 등 3부 장관의 개각을 단행했다.

#### 보각
7월 28일 조영길 국방부 장관, 강금실 법무부 장관을 경질하였다.

### 참여정부 제6기 내각(제4차 개각)
2005년 1월 4일 교육부 장관에 이기준 전 서울대 총장을 내정하는 등 6개 부처의 장관을 경질하는 중폭 개각이 단행되었다.

#### 보각
1월 7일 이기준 장관이 각종 의혹으로 인하여 전격 사퇴하였다. 1월 10일 후임에 김진표가 내정되었다.
3월 7일 이헌재 부총리가 경질되었다. 후임에 한덕수가 내정되었다.
7월 26일 김승규 법무부 장관을 국가정보원장으로 이동 배치하고, 후임에 천정배를 임명하였다.

### 참여정부 제7기 내각(제5차 개각)
2006년 1월 2일 정동영, 김근태의원의 당 복귀에 따라, 통일부등 4개 부처의 장관을 교체하였다.
1월 4일 열린우리당 일각의 반대에도 불구하고 김근태장관의 후임으로 유시민의원을 보건복지부 장관으로 내정하였다.

### 참여정부 제8기 내각(제6차 개각)
3월 2일 지방선거 출마자 차출을 위해 행정자치부, 해양수산부 등 4개 부처의 장관을 교체하였다.

#### 총리 인선
3월 7일 이해찬 국무총리가 3.1절 골프 파문으로 경질되었다. 후임에 한명숙이 내정되었다.

#### 보각
3월 지방선거 출마자 차출을 위해 환경부 장관을 교체하였다.

### 참여정부 제9기 내각(제7차 개각)
7월 3일 경제부총리, 교육부 장관 등 3개 부처의 장관을 교체하였다.

#### 보각
7월 천정배 법무부 장관이 사퇴하였고, 후임에 김성호가 내정되었다.
7월 김병준 교육부총리가 국회 인사청문회 과정에서의 논문 표절 의혹제기로 인하여 사퇴하였다.
8월 10일 김신일이 후임 교육부총리로 임명되었다.
11월 반기문 외교부 장관이 UN 사무총장에 선출됨에 따라, 후임에 송민순이 내정되었다.

### 참여정부 제10기 내각(제8차 개각)
11월 2일 통일부 장관과 국방부 장관등 3개 부처 장관이 경질되었다.

#### 보각
11월 15일 추병직 건설부 장관이 부동산 가격 폭증에 제대로 대응하지 못한 책임을 물어 경질되었고, 후임에 이용섭 행자부 장관이 이동 배치되었고, 행자부 장관에는 박명재가 내정되었다.
12월 정세균 산업자원부 장관이 교체되었다.

### 참여정부 제11기 내각(제9차 개각)
2007년 4월 19일 문화관광부, 해양수산부 등 4개 부처 장관이 경질되었다.

### 참여정부 제12기 내각(제10차 개각)
2007년 8월 8일 환경부, 정보통신부, 법무부 등 장관급 7명이 교체되었다.

## 비판과 논란

### 정파들의 비판
2006년 10월 1일 강원용은 보수 일간지인 조선일보와의 인터뷰에서 노무현 정부의 의사소통 부족과 독선적인 것을 들어 비판을 가하였다. 조선일보와의 인터뷰에서 그는 '386세대니, 뭐니 해가지고 국민의 일부 몇 사람이 밀고 나가지, 광범위한 국민 참여의 길을 열어주고 있지 않다'고 하였고 노무현 정부에 조언하는 시민단체가 있지 않느냐는 기자의 질문에 참여 대상에 대해 "노사모라든지 386세대라든지 요런 사람이 중심이 된 것 뿐"이라며 노사모와 386측근 등참여 대상의 협소함을 지적하였다. 노무현 정권의 경제정책에 대해서는 '남미(南美) 같은 실패로 갈까 걱정이다'고 비판하였고, 언론 정책에 대해서는 정부에 비판적인 언론에 대해 그렇게 자꾸 적대시해서 어떻게 자유민주주의를 하겠다는 것인가며 비판을 제기하였다. 이처럼 한나라당을 위시한 보수 세력들은 참여정부가 추진하는 종부세법을 '세금폭탄'으로 규정하여 반발하기도 했으며, 한미FTA를 제대로 추진하지 못한 점과 4대 개혁 입법을 비판한다. 반대로, 민주노동당 등 진보 세력들은 이라크 전쟁 파병, 한미FTA 추진, 흐지부지한 4대 개혁 입법 등을 비판하였다.

### 노동자 탄압
한편 노동운동계에서는 참여정부에서 구속되거나 희생당한 노동자 수가 문민정부의 두 배라며 비판하였다.
일부 노동단체는 노무현 정권에게 인권을 유린당했다고 주장하였으며 20여명의 구속노동자가 무기한 단식농성에 돌입한 일도 있었다. 단식농성에 참여한 구속노동자들은 하중근 사망사건 관련 싸움을 진행했던 포항건설노조의 9명, 타워크레인 노동자 5명, 뉴코아-이랜드 관련 2명, 비정규직 철폐와 한미FTA반대 집회에서 연행 구속된 3명, 노사관계로드맵 야합에 반대하며 한국노총 점거농성을 진행한 2명의 노동자 등이다. 언론에서는 이렇게 많은 수가 감옥에서 단식농성에 돌입한 것은 독재타도를 외치던 80년대 이후 처음이라는 주장도 나왔다.
단식농성 참여자들은 한 목소리로 "노무현 정권에게 인권을 유린당했다"라고 주장하였다. 이들은 현재 원주교도소에 수감 중인 변외성 전 전국해고자투쟁위원회 집행위원장이 대표로 쓴 옥중투쟁위원회 대정부 투쟁 선언문을 통해 “노무현 정권은 부당하게 자유를 빼앗긴 구속노동자, 양심수들의 즉각적인 석방, 사면이라는 정의롭고 민주적인 결단을 내릴 것”을 촉구하며, “한미FTA 반대투쟁, 뉴코아-이랜드 투쟁, 비정규직 투쟁, 포항건설노조 투쟁 등으로 많은 노동자들이 징역을 살고 있다”라며 “이는 중세시대의 종교재판, 마녀재판의 부활이다”라고 지적했다.
2007년 12월 3일 민주노총, 전국비정규노조연대회의, 민주노동당 등은 청와대 앞 기자회견에서 '노무현 정권과 사법부의 법집행은 한마디로 엿장수 마음대로다'며 '파업, 집회 등 노동자 민중의 기본권 행사에 대해서는 '합법보장, 불법필벌'이라는 엉터리 원칙에 따라 처벌할 구실을 억지로 만들어 내기까지 하면서 정작 대다수 국민의 지탄을 받아 온 재벌 총수, 고위관료 등 특권층의 국기문란 범죄행위에 대해서는 법이 있어도 처벌하지 않은 채 관용으로 일관해 왔다'고 규탄하였다.
한편, 언론지 참세상의 조사에 의하면 구속노동자후원회가 집계한 2007년 11월 30일 당시 구속노동자는 총계 62명으로 집계하였으며 노무현 정권에만 1천 37명의 노동자가 구속된 바 있다고 주장했다. 그 중 2007년 11월에만 17명이 구속되었다. 이는 문민정부가 들어섰다는 김영삼 정권 때 632명보다 두 배에 가까운 수다. 구속노동자들은 그외에 "강제 구금당한 이주노동자의 수는 너무 많아서 집계가 불가능할 정도"라고 주장하기도 했다.

### 정책보도 모니터링 시스템의 검열 논란
2005년 4월 27일 국정홍보처는 정책 보도에 대한 언론보도를 건전비판, 정책참고보도, 오보, 문제성 보도 등 4가지로 분류해 중앙부처 전 공무원인 열람토록 하는 온라인 정책보도 모니터링 시스템을 공개했다. 당시 모니터링 중인 대상 언론은 국내 79개 인쇄매체와 20개 전파매체, 33개 인터넷 매체였다.
2005년 4월 28일 한나라당 송영선의원은 국정홍보처의 정책보도 모니터링제에 대해 "정부 기호와 입맛에 맞는지 여부가 생생하게 판별될 수 있어 정부로선 뿌듯할 수도 있을 것이다. 온라인 기록으로 남겨두고 있기 때문에 두고두고 확인해 볼 수도 있을 것이다. 어떤 기자가 어떤 기사로 정부 입장에 대해 어떤 견해를 나타냈는지를"라고 비판했다.

### 인터넷 실명제 도입 논란
참여 정부와 열린우리당은 한나라당과 함께 인터넷 실명제를 추진하였다. 이로 인하여 16개 인터넷언론사와 시민사회단체들은 2007년에 '인터넷선거실명제폐지공동대책위'를 구성하였다.
이들은 인터넷실명제를 "선거시기 실명제는 정부가 사회구성원의 정치적 의사표현을 일일이 감시하는 반민주적인 제도이며, 헌법에서 보장하는 표현의 자유와 통신비밀의 자유 그리고 프라이버시 등 정보인권을 심각하게 침해하는 악법"이라고 주장하며 정부를 비판하였다.

### 민간인 사찰 논란

#### 차적 조회
국무총리실 공직복무관리관실 2004년 6월부터 경찰청으로부터 차적 조회 단말기를 들여와 6년간 공무원과 민간인에 대해 차적 조회를 해온 것으로 밝혀졌다. 노무현 정부 시절 고유의 공직자 감찰업무를 뛰어넘어 방대한 현안조사 활동을 벌인 것으로 드러났다. 조사심의관실은 적발 실적을 늘리기 위해 공무원들에게 점수까지 매겨놓았다. '정부합동점검반 감찰요원 실적평가 기준 개선'이란 문건에 따르면 현장 적발 및 비리첩보 대상의 경우 6급 공무원 이하 1점, 5~4급 공무원 2점, 3급 공무원 이상 3점이며, 적발금액은 100만원 미만 1점, 100만~1000만원 2점, 1000만원 이상 3점 등이었다.

#### 노회찬 의원의 주장
2005년 노회찬 의원은 "국정원이 왜 현대자동차 노동조합의 후보를 거론하고, 왜 영화인 협회 회장에 개입하는가"라고 말했다. '국정원의 국내 정치 사찰이 문제이고, 이는 노무현 정부에서도 계속되고 있다'고 지적했다. 노무현 대통령이 신임 국정원장에게 '토착비리에 국정원이 관심을 가지라'고 한 언급을 예로 들었다.

#### 사찰문건 폭로 파문
2012년 3월 30일 KBS 새노조는 인터넷 방송 리셋 KBS 뉴스9에서 이명박 정부 국무총리실 공직윤리지원관실의 사찰 문건 2619건을 공개했다. 경찰청에서 총리실 공직윤리지원관실으로 파견나온 김기현이 보관하던 USB 5개에 들어있던 파일들이다. 최금락 대통령홍보수석비서관은 다음날 기자회견을 열어 "80%에 해당되는 2200여 건은 노무현 정부가 만든 것"이라고 반박했다. 이를 근거로 청와대는 참여 정부 시절에도 민간인 사찰이 이루어졌다고 주장했다.
총리실 공직윤리지원관실 직원 김기현의 USB 중 청와대가 "노무현 정부의 사찰 자료 80%"라고 주장한 문건들은 파일 수가 가장 많았다. 하지만 이 문건은 참여 정부 시절에 경찰에서 작성한 전국공무원노조 공무원연금법 개악투쟁 동향, 화물연대 전국순회 선전전 동향, 경찰 내부 동향 등을 포함해 경찰의 감찰 직무와 보고 작성 요령에 대한 것이나 현직 경찰관의 비리 사실 보고서가 대부분이었다. 하지만 현 정부가 들어선 이후 만들어진 파일이 담긴 USB에는 민간인 불법사찰로 드러나 형사처벌로 이어진 김종익 KB 한마음 대표 관련 자료를 비롯한 남경필 의원, 박찬숙 전 의원, 김유정 의원에 대한 사찰 자료가 있다.

#### 이명박 후보 관련 논란
2007년 국정원 직원 한 명이 제17대 대통령 후보였던 이명박의 친인척과 가족들의 뒷조사를 진행한 사실이 있었다. 2009년 7월 검찰은 2007년 대선을 앞두고 한나라당 대선 후보였던 이명박을 국가정보원 직원이 뒷조사했던 '이명박 X파일 의혹 사건'에 대해 검찰이 국정원 직원의 단독 범행으로 결론내렸다. 검찰은 정보 수집이 조직적으로 이뤄졌는지 확인하기 위해 국정원 차장 등 간부들을 불러 조사했으나 고씨가 상부 지시 없이 단독으로 범행한 것으로 조사됐다고 밝혔다. 2011년 7월 서울중앙지법은 고씨에게 징역 1년에 집행유예 2년을 선고했다. 해당 직원은 상부에 보고를 하고 정보수집활동을 시작했다고 주장했으나, 상급자인 강모 과장은 "이같은 내용을 지나가는 말투로 들었고, 절대 무리해서 수사하지 말라고 당부까지 했다"며 "정치적으로 민감한 사안은 상급자에게 반드시 보고하라고 했지만 이후 고씨로부터 아무런 보고도 받지 못해 정보수집활동을 그만둔 것으로 생각했다"고 증언했다. 2011년 4월 대법원은 참여정부나 국정원과 관련없는 해당 직원의 단독 범행이라고 판결했다.

### 법무부 장관의 수사지휘권 발동과 청와대의 반응
공안사건에 대해 건국 후 첫 수사지휘권을 발동해 검찰 독립성 훼손 논란이 일었다. 6.25는 북한의 통일전쟁이라고 발언한 강정구에 대해 검찰이 구속영장을 신청하자 천정배 법무부장관은 불구속 지휘권을 발동했다. 검찰내부에서는 일선 검찰의 뜻을 무시하고 특정정당의 의견을 반영했다며 좋지 못한 선례를 남겼다고 반발했다. 한나라당은 "천 장관의 지휘권 발동은 헌정사상 초유의 일로 누구보다 앞장서 헌법을 수호해야할 법무장관이 헌법질서의 근본과 자유민주주의를 무너뜨린 행위"라고 비판했다. 여당 내부에서도 "천 장관의 지휘권 행사는 국민정서에 반하는 것"이라고 비판했다. 대한변호사협회는 논평을 통해 "천 장관의 지휘권 행사는 검찰의 독립성을 일거에 무너뜨리는 것은 물론 정치적 외압을 가하는 시대착오적 조치"라고 말했고, 바른사회를위한시민회의는 "천 장관의 행동은 검찰의 자율적 청구권과 법원의 판단까지도 대신하려는 월권행위"라고 비판했다. 김종빈 검찰총장은 항의의 뜻으로 사의를 표하면서 내부반발이 거세지자 청와대는 김 총장의 사퇴를 부적절한 처신이라며 검찰은 정부방침을 따르라고 경고했다.

### 대통령 친인척 수사 논란
2003년 4월 대통령 사돈인 배씨가 음주운전으로 적발되자 이를 담당하던 경관을 전보조치하고 사건을 은폐하려 했다는 비판을 받았다. 배씨는 청와대 민정수석실에 전화했고, 청와대는 사고당일 사고경위를 파악했을 뿐아니라 민정수석실은 부산까지 내려가 피해자를 만나 합의금을 제시하며 입막음을 강요해 논란은 더욱 커졌다. 이 때문에 음주사고를 경찰과 민정수석실이 개입해 조직적으로 은폐하려 했다는 의혹이 제기됐다.

### 비판론자 탄압 논란
2005년 9월에는 정부의 대북정책을 비판한 홍관희 통일연구원 수석연구원은 감봉과 1년간 대외활동 금지 처분을 받은 이후 사직했다. 2006년 6월에는 외부 강연을 사전에 신고하지 않고 국가정책을 비판했다는 이유로 김태우 한국국방연구원 책임연구위원은 1개월 정직 처분받았다.

### 언론 정책

#### 광고 편중 논란
노무현 정권 당시 이른바 '친노' 인터넷신문에 대한 광고 편중이 심각했던 것으로 드러났다. 노무현 정부 중 후반기인 2005년부터 2008년 1분기까지 집행된 정부 광고 중 오마이뉴스가 총 8억1919만원을 수주해 인터넷 신문 가운데 월등히 많은 액수를 기록했다. 오마이뉴스에 이어 데일리서프라이즈가 3년간 총 2억8140만원, 프레시안이 1억1110만원의 광고를 각각 수주했고 모두 친노언론이다. 9개 종합일간지 중 노무현 정부 기간(2003년 ~ 2008년)에 정부 부처 및 공기업 광고 수주건수가 가장 많은 매체는 정부가 출자지분을 갖고 있는 서울신문(9070건)이었고, 이어 한겨레신문(5417건), 경향신문(4697건)의 순이었다. 특히 2004년 8월까지는 인터넷 광고의 오마이뉴스 편중은 더욱 심해져 정부 광고 발주액(5억3880만원)의 20.7%인 1억1135만원에 이르는 것으로 밝혀졌다. 이와 대조적으로 조선·동아 등 현 정권에 비판적인 중앙 일간지의 정부 온라인 광고 수주액은 노무현 정권 출범 후 점점 비중이 줄어든 것으로 드러났다. 조선일보와 동아일보는 2002년 각각 1,2위였으나 동아일보는 8위 조선일보는 순위안에도 들지 못했다.

#### 취재 활동 제한 논란
2007년 12월 정부는 취재지원선진화 방안이라는 명분으로 브리핑실과 기사송고실을 통폐합하고 기자들의 접근을 통제했다. 대신 전자브리핑 제도를 도입해 브리핑 내용을 온라인으로 받도록 했다. 이런 조치는 기자들이 취재원(정부 관계자)과 얼굴을 맞대고 접촉하거나 부처 사무실을 방문하는 취재활동을 제한하는 조치를 더욱 강화한 것으로 받아들이고 있다. 이에 언론계와 학계에서는 국민의 알권리를 통제하는 시대착오적 정책이라는 비난이 나왔다.
이에 한국신문방송편집인협회는 2008년 3월 9일 노무현 정권의 언론 압박 정책과 이에 맞선 기자들의 취재자유 수호투쟁을 다룬 '노무현 정권 언론탄압 백서'를 발간했다. 이 백서에는 청와대가 기획하고 국정홍보처가 추진한 각종 취재 통제 방안들이 나올 때마다 부처 기자실에서 쫓겨난 기자들이 정부청사 복도와 로비에 임시기자실을 차려 촛불을 켜고 찬 바닥에 앉아 기사를 썼으며 정권은 공무원들이 언론과 싸울 경우, 승진 등에 가산점을 준다는 당근을 내세워 언론을 상대로 소송을 하도록 유도했으며, 국정브리핑·청와대브리핑 등 관제언론을 만들어 직접 비판적인 언론을 비난하기도 했다는 내용이 있다.
국제언론인협회(IPI)는 IPI "취재봉쇄 철회"를 요구하는 서한을 발송했다. 노무현 대통령에게 한국 정부의 취재봉쇄 철회를 촉구하는 공개서한을 보냈다. 정부가 "기자들이 (공무원과) 지정된 장소에서만 인터뷰하도록 한 것은 서구에서는 확립된 관행"이라고 주장한 것과 관련, "마인츠에 모인 다양한 국가의 IPI 회원들은 '그 어떤 존중받는 민주주의 국가에서도 이뤄지지 않는 일'이라고 부인했다"며 서구의 관행이란 주장은 거짓이라고 밝혔다. IPI가 이와 관련해 노 대통령에게 서한을 보낸 것은 이번이 네 번째다.
세계신문협회(WAN)도 정부의 취재지원시스템 선진화 방안에 대해 우려를 표명하는 내용의 서한을 노무현 대통령에게 보냈다. WAN의 개빈 오라일리 회장과 조지 브룩 세계편집인포럼(WEF) 회장은 "참여정부의 이번 정책은 정부 관리에 대한 언론인들의 접근을 제한하고 보도에 부정적인 영향을 미칠 수도 있다"라고 지적했다.

#### 공무원 댓글 논란
노무현은 정권의 정책 홍보를 위해 국정 홍보처를 신설하고, 담당 공무원들이 인터넷 댓글을 달아서 직접 의견 개진할 것을 권고하였다. 이 시기 공무원 댓글은 인사 고가의 평가 기준에 반영되기도 하여서 논란이 되었다.

## 평가
집권 마지막해인 2008년 1분기의 참여정부에 대한 평가는 큰 차이를 보였다. 참여정부는 권위주의를 타파하고 돈 안드는 선거 풍토를 확립했다는 일부 평가가 있는반면, 정권초기 대선 비자금과 당선 축하금 수수 사실이 밝혀져 측근이 감옥에 가는등 곤혹을 치렀다.
2006년 발표된 국가경쟁력 순위는 갈수록 낮아져 태국보다 못한 38위를 기록했다. 스위스의 국제경영개발원(IMD)과 세계경제포럼(WEF).IMD는 한국의 국가경쟁력 순위를 지난해 29위에서 38위로 9계단 낮췄고, WEF는 19위에서 24위로 5계단 내렸다. IMD의 결과는 정부행정 효율성은 31위에서 47위로 기업경영 효율성은 30위에서 45위로 각각 큰 폭으로 떨어졌다. 정부행정 효율성 부문 중에선 가격통제(57위),환율 안정성·보호주의(각 55위), 인종·성 차별 정도(58위) 등은 최하위권이었다. WEF도 IMD와 비슷해 정부효율성은 38위에서 47위로 떨어졌다.
전임 미 국방 장관인 로버트 게이츠는 노무현을 가리켜 "반미적이고 약간 미친"인물이란 평가를 내려 논란이 있었다.

### 여론조사
출범 후 2년 6개월 후인 2005년 8월 한겨레와 리서치플러스에서 실시한 여론조사에서 28.9%가 국정운영을 지지하였다. 이 조사에서는 부동산, 경제, 교육, 인사, 사회 갈등 문제 등이 주로 문제점으로 지적되었으며, 남북관계는 긍정적인 평가를 받았다.
2007년 말에는 한미 FTA 추진, 제2차 남북정상회담 등으로 인해 지지율이 40-50%대로 급상승했다. 임기가 끝나기 직전 집권 마지막 해인 2008년에는 약 30% 정도가 긍정적인 평가를 하였다. 그러나 노무현의 임기중 지지도는 평균적으로 좋지 못했고, 노무현의 실정을 비꼬아서 "이게다 노무현 때문이다"는 말이 유행어로 떠오르기도 했다.
2010년 9월, 한국사회여론연구소가 역대 정부의 공정성에 대해서 여론조사를 실시한 결과 '노무현 정부'라는 응답이 30.3%로 가장 높았다.

## 주요 사건
| 2003년 - 이라크 전쟁, 대한민국 국군(자이툰 부대)의 현지 파병 논란 - 대북송금 특검 논란 - 대통령 측근비리 특검 - 노무현 대통령의 새천년민주당 탈당 후 열린우리당 입당, 새천년민주당 분당사태 - 사스 범 유행 - 태풍 매미 피해사건 수해 복구 - 대구 하계 유니버시아드 개최 2004년 - 불량 만두 파동 - 노무현 대통령 탄핵 소추사건 - 대한민국 제17대 국회의원 선거 - 시내버스 환승 도입 및 공영제,준공영제 도입 - 대한민국군 이라크 파병, 김선일씨 피살 - 2004 아테네 올림픽 개최 - 4대 개혁 입법 파행 - 헌법재판소의 행정수도건설 위헌 판결 논란 - KTX 한국고속철도 개통 - 한국 핵물질 실험 파문 2005년 - 한나라당과의 대연정논란 - 황우석 사건 발생 - 안기부 x파일 사건 - 유전의혹 특검 - 뉴라이트전국연합 출범 - 연천군부대 총기 난사사건 - 관동팔경 낙산사의 화재로 전소 | 2006년 - 초중고교 놀토(격주 토요일 휴교) 공식 시행 - 바다이야기 파문 - 대추리 사태 - 반기문 전 외교통상부장관, 유엔사무총장 선출 - 2006 독일 월드컵 - 일심회 사건 - 최규하 전 대통령 서거 2007년 - 샘물교회 봉사단 아프간에서 피랍 - '신정아'로 촉발된, 사회 전방위에 만연한 학력 위조 적발 - 2007년 남북 정상 회담 - 제17대 대한민국 대통령 선거 10년만의 정권 교체 한나라당 대선 후보 당선 - 삼성특검, 김용철 변호사 '삼성 비자금 의혹' 폭로 - '사실상 사형폐지국가' - 태안 기름 유출 사고 - 한미 FTA 타결 2008년 - 호주제 폐지 - 국민 참여 재판 제도 시행 - 이천 냉동창고 화재 사고 - 숭례문 화재, 2008년 2월 10일부터 2월 11일에 방화로 숭례문 90%가 전소 - 참여정부 한미 FTA법안 통과 추진 - 참여정부 마지막 국무회의 - 2월 19일 - 애플 아이튠즈 음원 서비스 국내에서 사업 계획을 철회 - 참여정부 임기 종료및, 이명박 정부 출범 |

## 같이 보기
- 대한민국의 역대 대통령
- 대한민국 제16대 대통령 선거
- 대한민국 제6공화국
- 대한민국 제17대 국회의원 선거
- 제4회 전국동시지방선거
- 노무현
- 새천년민주당
- 열린우리당
- 이라크 전쟁
- 대한민국의 일본 대중문화 개방
- 대통령 탄핵 소추 사건
- 4대 개혁 입법
- KTX 개통 국내 최초 개통
- 태안 원유 유출 사고
- 2007년 남북 정상회담
- 이천 냉동창고 화재 사고
- 숭례문 방화 사건